# Drexler Miklós
Drexler Miklós (Budapest, 1914. október 5. – Budapest, 1996. január 15.) sebész, igazgató-főorvos. 

## Élete
Drexler Manó (1877–?) állami hivatalnok és Schmidt Ilona (1874–?) fiaként született apai ágon budai zsidó, anyai ágon vidéki katolikus családban. Szülei 1917-ben elváltak. Testvérei Dévai Jenő (1902–?), Drexler László (1905–1963) tervezőmérnök, Drexler Vilma (1906–1995) és Drexler Etelka (1910–1987) orvos. 1932. december 24-én kikeresztelkedett a római katolikus vallásra.
Középiskolai tanulmányait 1925 és 1933 között a Szegedi Magyar Királyi Állami Klauzál Gábor Reálgimnáziumban végezte. A szegedi Ferenc József Tudományegyetem Orvostudományi Karán avatták orvosdoktorrá. Orvosi oklevelének megszerzése után (1938) a szegedi egyetem (1940-től Horthy Miklós Tudományegyetem) Bonctani, Szövet- és Fejlődéstani Intézet, majd Sebészeti Klinika gyakornoka volt. 1941. április 5-én felvették a Szegedi Kerületi Orvosi Kamara tagjai közé.
A második világháború alatt klinikai állása mellett katonai szolgálatot teljesített.
1945. április 10-én a vármegyei tisztifőorvos megbízásából került Budapestről a szolnoki közkórházba. Megszervezte a sebészeti osztályt, s ellátta annak vezető főorvosi teendőit. 1947-ben címzetes főorvossá nevezték ki. 1949-től a Szolnoki Közkórház igazgató-főorvosa. 1952. május 2-tól egészségügyi miniszterhelyettes. 1956. december 24-én felmentették miniszterhelyettesi tisztségéből. Ezt követően a Fővárosi VIII. kerületi Tanács Balassa János Kórház I. sz. Sebészeti Osztályán dolgozott főorvosként.
1945. április 10-én Szolnokon házasságot kötött Szabó Sarolta Ilona (1920–2011) orvosnővel, Szabó István és Oláh Zila Mária lányával.

## Művei
- Oesophago-fundostomiás műtéteink cardiaspasmusnál. (Orvosi Hetilap, 1951, 47.)
- November 7., az új korszak hajnala. (Orvosi Hetilap, 1954, 45.)
- A megnagyobbodott léppel összetéveszthető retroperitoneális daganatok néhány kérdéséről. Medgyes Árpáddal, Dénes Zoltánnéval. (Orvosi Hetilap, 1960, 10.)
- A késői postoperativ ileusról. Rátkai Istvánnal, Dlustus Bélával. (Orvosi Hetilap, 1968, 24.)
- Postoperatív szövődmények az öregkorban. Rátkai Istvánnal, Dlustus Bélával. (Orvosi Hetilap, 1968, 28.)
- Az öregköri sérvek műtéti indicatiója. Rátkai Istvánnal, Dlustus Bélával. (Orvosi Hetilap, 1970, 3.)

## Díjai, elismerései
- Munka Érdemrend (1955)[8]